# Dolichos linearifolius
Dolichos linearifolius är en ärtväxtart som beskrevs av Ivan Murray Johnston. Dolichos linearifolius ingår i släktet Dolichos och familjen ärtväxter. Inga underarter finns listade i Catalogue of Life.